# Bokissa
Bokissa (auch: Voisa, Abokisa, Île Abokissah, Île Bogacio) ist eine kleine Insel in der Provinz Sanma im pazifischen Inselstaat Vanuatu.

## Geographie
Bokissa liegt zwischen Tutuba und Aore im Passe de la Dives. Die Insel ist oval mit einer Spitze im Nordosten. Das Resort liegt an der Westküste.

## Klima
Das Klima von Bokissa ist feucht-tropisch. Die Jahresniederschlagsmenge liegt bei 3000 mm. Oft wird die Insel durch Zyklone und Erdbeben heimgesucht.

## Tourismus
Auf der der Insel befindet sich das Bokissa Private Island Resort.